# Pareumenes enslini
Pareumenes enslini är en stekelart som först beskrevs av Schulthess 1931.  Pareumenes enslini ingår i släktet Pareumenes och familjen Eumenidae. Inga underarter finns listade i Catalogue of Life.